# ウィリアムズ郡区 (アイオワ州カルフーン郡)
ウィリアムズ郡区 (Williams Township) は、アメリカ合衆国アイオワ州カルフーン郡にある16の郡区の一つである。2000年の国勢調査で、人口は178人だった。

## 地理
ウィリアムズ郡区は92.6平方キロメートル（35.76平方マイル)で、組み込まれた自治体 (incorporated settlements) はない。アメリカ地質調査所によると、この郡区はSaint Johnの1つの霊園が含まれる。